# Liste der Denkmale in Bytom
In dieser Liste sind die Denkmale, Brunnen, Standbilder und Skulpturen im öffentlichen Raum der Stadt Bytom (Beuthen OS) aufgeführt. Einige von ihnen wurden im Laufe der Jahrzehnte von ihrem ursprünglichen Aufstellungsort entfernt, umgestellt, umgestaltet oder sogar zerstört. Dies ist unter der Rubrik Status vermerkt.

## Übersicht
|  | Bergmannsdenkmal Lage: Errichtet: |

|  | Bismarckdenkmal Lage: Stadtpark Errichtet: Zerstört, Überreste vergraben. Steinernes Denkmal mit einer Plakette mit einem Porträt von Bismarck. Im unteren Bereich befand sich die Inschrift Bismarck. Vor dem Denkmal wurde ein Eisernes Kreuz aus Blumen gepflanzt. |

|  | Chopindenkmal Lage: pl. Sikorskiego Władysława, vor der Schlesischen Oper Errichtet: |

|  | Denkmal Friedrichs des Großen Lage: Kaiserplatz (heute pl. Sikorskiego Władysława) Errichtet: Nicht erhalten. |

|  | Denkmal für die Opfer des Heinitzgruben-Unglücks Lage: Friedhof in Rozbark (Roßberg) Errichtet: |

|  | Denkmal für die Opfer des kommunistischen Terrors Lage: Vor der Stadtverwaltung Errichtet: |

|  | Ebertdenkmal Lage: Stadtpark Errichtet: Um 1932 Nicht erhalten. Bestand aus einem eingemauerten Findling mit einer Plakette mit dem Porträt von Reichspräsident Friedrich Ebert. |

|  | Edward-Szymkowiak-Denkmal Lage: ul. Olimpijska Errichtet: |

|  | Ehrenmal I. R. 156 Lage: Stadtpark Errichtet: Nicht erhalten. Denkmal für das Schlesische Infanterie-Regiment Nr. 156 |

|  | Freiheitsdenkmal Lage: ul. Piłsudskiego Errichtet: |

|  | Gedenkstein Entente-Soldaten Lage: ul. Powstańców Śląskich Errichtet: |

|  | Gefallenendenkmal Karf Lage: Errichtet: Nicht erhalten. |

|  | Gefallenendenkmal Miechowitz Lage: Errichtet: Nicht erhalten. |

|  | Gefallenendenkmal Roßberg Lage: Errichtet: Nicht erhalten. |

|  | Gefallenendenkmal Schomberg Lage: Errichtet: Nicht erhalten. |

|  | Gefallenenehrenmal Lage: Schrotholzkirche im Stadtpark Errichtet: Nicht erhalten. |

|  | Guttmanndenkmal Lage: ul. Młyńska Errichtet: Nicht erhalten. |

|  | Horst-Wessel-Denkmal Lage: Vor dem Land- und Amtsgericht (heute Stadtverwaltung) Errichtet: Nicht erhalten. |

|  | Junge auf dem Bären Lage: ul. Fałata Juliana Errichtet: Von Walter Tuckermann |

|  | Karin-Stanek-Denkmal Lage: Errichtet: |

|  | Popiełuszkodenkmal Lage: ul. Ligonia Juliusza Errichtet: Denkmal für Jerzy Popiełuszko. |

|  | Schlafender Löwe Lage: Ring Errichtet: |

|  | Selbstschutzdenkmal Lage: Wilhelmsplatz Errichtet: Nicht erhalten. |

|  | Sowjetisches Gefallenendenkmal Lage: Vor der Stadtverwaltung Errichtet: Nicht erhalten. |

|  | Stanisław-Moniuszko-Denkmal Lage: Vor der Stadtverwaltung Errichtet: Denkmal für Stanisław Moniuszko. |